# Gran Premio motociclistico del Qatar 2015
Il Gran Premio motociclistico del Qatar 2015 si è svolto il 29 marzo presso il circuito di Losail ed è stato la prima prova del motomondiale 2015. La dodicesima edizione della storia di questo GP ha visto la vittoria di: Alexis Masbou in Moto3, Jonas Folger in Moto2 e Valentino Rossi in MotoGP.

## MotoGP
La prima gara stagionale della classe MotoGP viene vinta da Valentino Rossi, giunto alla centonovesima vittoria della sua carriera nel motomondiale. Sul podio insieme al vincitore salgono le due Ducati Desmosedici di Andrea Dovizioso (secondo) e Andrea Iannone (terzo), per quest'ultimo si tratta del primo podio della sua carriera in MotoGP. Le posizioni sul palco di premiazione del podio vengono pertanto tutte occupate da piloti di nazionalità italiana; tale accadimento non si registrava dal Gran Premio del Giappone 2006, quando Loris Capirossi vinse la gara, con Valentino Rossi secondo e Marco Melandri terzo.
Da segnalare il ritorno dell'Aprilia in MotoGP con i piloti Álvaro Bautista e Marco Melandri, la casa italiana mancava da questa classe dalla stagione 2004. Rientro anche per la Suzuki, dopo un'assenza di tre anni, con i piloti Maverick Viñales e Aleix Espargaró (la casa giapponese prese parte al Gran Premio della Comunità Valenciana 2014 con Randy de Puniet ma solo come wild card).
Dal punto di vista statistico, con la presenza in questo gran premio, il pilota britannico Bradley Smith raggiunge la centocinquantesima presenza della sua carriera nel motomondiale.

### Arrivati al traguardo
| Pos. | Nº | Pilota           | Squadra                     | Motocicletta       | Giri | Tempo     | Griglia | Punti |
| ---- | -- | ---------------- | --------------------------- | ------------------ | ---- | --------- | ------- | ----- |
| 1º   | 46 | Valentino Rossi  | Movistar Yamaha             | Yamaha YZR-M1      | 22   | 42'35.717 | 8º      | 25    |
| 2º   | 4  | Andrea Dovizioso | Ducati Team                 | Ducati Desmosedici | 22   | +0.174    | 1º      | 20    |
| 3º   | 29 | Andrea Iannone   | Ducati Team                 | Ducati Desmosedici | 22   | +2.250    | 4º      | 16    |
| 4º   | 99 | Jorge Lorenzo    | Movistar Yamaha             | Yamaha YZR-M1      | 22   | +2.707    | 6º      | 13    |
| 5º   | 93 | Marc Márquez     | Repsol Honda                | Honda RC213V       | 22   | +7.036    | 3º      | 11    |
| 6º   | 26 | Daniel Pedrosa   | Repsol Honda                | Honda RC213V       | 22   | +10.755   | 2º      | 10    |
| 7º   | 35 | Cal Crutchlow    | CWM LCR Honda               | Honda RC213V       | 22   | +12.384   | 12º     | 9     |
| 8º   | 38 | Bradley Smith    | Monster Yamaha Tech 3       | Yamaha YZR-M1      | 22   | +12.914   | 7º      | 8     |
| 9º   | 44 | Pol Espargaró    | Monster Yamaha Tech 3       | Yamaha YZR-M1      | 22   | +13.031   | 10º     | 7     |
| 10º  | 68 | Yonny Hernández  | Pramac Racing               | Ducati Desmosedici | 22   | +17.435   | 5º      | 6     |
| 11º  | 41 | Aleix Espargaró  | Suzuki Ecstar               | Suzuki GSX-RR      | 22   | +19.901   | 11º     | 5     |
| 12º  | 9  | Danilo Petrucci  | Pramac Racing               | Ducati Desmosedici | 22   | +24.432   | 9º      | 4     |
| 13º  | 45 | Scott Redding    | EG 0,0 Marc VDS             | Honda RC213V       | 22   | +32.032   | 14º     | 3     |
| 14º  | 25 | Maverick Viñales | Suzuki Ecstar               | Suzuki GSX-RR      | 22   | +33.463   | 13º     | 2     |
| 15º  | 8  | Héctor Barberá   | Avintia Racing              | Ducati Desmosedici | 22   | +33.625   | 15º     | 1     |
| 16º  | 6  | Stefan Bradl     | Athinà Forward Racing       | Yamaha Forward     | 22   | +33.944   | 18º     |       |
| 17º  | 69 | Nicky Hayden     | Aspar Team                  | Honda RC213V-RS    | 22   | +38.970   | 17º     |       |
| 18º  | 50 | Eugene Laverty   | Aspar Team                  | Honda RC213V-RS    | 22   | +46.570   | 19º     |       |
| 19º  | 63 | Mike Di Meglio   | Avintia Racing              | Ducati Desmosedici | 22   | +59.211   | 16º     |       |
| 20º  | 15 | Alex De Angelis  | Octo IodaRacing             | ART                | 22   | +1'14.981 | 24º     |       |
| 21º  | 33 | Marco Melandri   | Aprilia Racing Team Gresini | Aprilia RS-GP      | 22   | +1'48.143 | 25º     |       |
| 22º  | 76 | Loris Baz        | Athinà Forward Racing       | Yamaha Forward     | 19   | +3 giri   | 23º     |       |

### Ritirati
| Nº | Pilota          | Squadra                     | Motocicletta    | Giri | Griglia |
| -- | --------------- | --------------------------- | --------------- | ---- | ------- |
| 17 | Karel Abraham   | AB Motoracing               | Honda RC213V-RS | 21   | 20º     |
| 43 | Jack Miller     | CWM LCR Honda               | Honda RC213V-RS | 21   | 22º     |
| 19 | Álvaro Bautista | Aprilia Racing Team Gresini | Aprilia RS-GP   | 0    | 21º     |

## Moto2
Vittoria in questa classe per Jonas Folger, al primo successo della sua carriera in Moto2, terza vittoria totale nel contesto del motomondiale. Caduto l'autore della pole position, il britannico Sam Lowes, ed anche il campione del mondo in carica, Esteve Rabat, il tedesco Folger vince sfruttando anche un problema tecnico occorso al cambio della moto di Johann Zarco che, dopo essere stato in testa alla gara fino a tre giri dalla fine, chiude solo ottavo. Completano il podio il secondo Xavier Siméon, con lo svizzero Thomas Lüthi sul terzo gradino.

### Arrivati al traguardo
| Pos. | Nº | Pilota              | Squadra                        | Motocicletta       | Giri | Tempo     | Griglia | Punti |
| ---- | -- | ------------------- | ------------------------------ | ------------------ | ---- | --------- | ------- | ----- |
| 1º   | 94 | Jonas Folger        | AGR Team                       | Kalex Moto2        | 20   | 40'18.532 | 5º      | 25    |
| 2º   | 19 | Xavier Siméon       | Federal Oil Gresini            | Kalex Moto2        | 20   | +5.051    | 6º      | 20    |
| 3º   | 12 | Thomas Lüthi        | Derendinger Racing Interwetten | Kalex Moto2        | 20   | +12.123   | 7º      | 16    |
| 4º   | 40 | Álex Rins           | Paginas Amarillas HP 40        | Kalex Moto2        | 20   | +12.202   | 9º      | 13    |
| 5º   | 21 | Franco Morbidelli   | Italtrans Racing               | Kalex Moto2        | 20   | +14.385   | 8º      | 11    |
| 6º   | 36 | Mika Kallio         | Italtrans Racing               | Kalex Moto2        | 20   | +14.413   | 16º     | 10    |
| 7º   | 11 | Sandro Cortese      | Dynavolt Intact GP             | Kalex Moto2        | 20   | +14.471   | 4º      | 9     |
| 8º   | 5  | Johann Zarco        | Ajo Motorsport                 | Kalex Moto2        | 20   | +18.541   | 2º      | 8     |
| 9º   | 96 | Louis Rossi         | Tasca Racing                   | Tech 3 Mistral 610 | 20   | +20.914   | 13º     | 7     |
| 10º  | 7  | Lorenzo Baldassarri | Athinà Forward Racing          | Kalex Moto2        | 20   | +21.336   | 20º     | 6     |
| 11º  | 73 | Álex Márquez        | EG 0,0 Marc VDS                | Kalex Moto2        | 20   | +21.847   | 12º     | 5     |
| 12º  | 55 | Hafizh Syahrin      | Petronas Raceline Malaysia     | Kalex Moto2        | 20   | +23.226   | 19º     | 4     |
| 13º  | 60 | Julián Simón        | QMMF Racing                    | Speed Up SF15      | 20   | +25.573   | 21º     | 3     |
| 14º  | 30 | Takaaki Nakagami    | Idemitsu Honda Team Asia       | Kalex Moto2        | 20   | +29.784   | 18º     | 2     |
| 15º  | 77 | Dominique Aegerter  | Technomag Racing Interwetten   | Kalex Moto2        | 20   | +30.267   | 25º     | 1     |
| 16º  | 23 | Marcel Schrötter    | Tech 3                         | Tech 3 Mistral 610 | 20   | +34.561   | 17º     |       |
| 17º  | 4  | Randy Krummenacher  | JIR Racing                     | Kalex Moto2        | 20   | +36.850   | 24º     |       |
| 18º  | 25 | Azlan Shah          | Idemitsu Honda Team Asia       | Kalex Moto2        | 20   | +48.346   | 23º     |       |
| 19º  | 10 | Thitipong Warokorn  | APH PTT The Pizza SAG          | Kalex Moto2        | 20   | +48.772   | 26º     |       |
| 20º  | 70 | Robin Mulhauser     | Technomag Racing Interwetten   | Kalex Moto2        | 20   | +49.670   | 28º     |       |
| 21º  | 66 | Florian Alt         | Octo Iodaracing                | Suter MMX2         | 20   | +1'15.596 | 30º     |       |
| 22º  | 2  | Jesko Raffin        | sports-millions-EMWE-SAG       | Kalex Moto2        | 20   | +1'15.641 | 29º     |       |
| 23º  | 51 | Zaqhwan Zaidi       | JPMoto Malaysia                | Suter MMX2         | 20   | +1'21.693 | 27º     |       |

### Ritirati
| Nº | Pilota        | Squadra                 | Motocicletta       | Giri | Griglia |
| -- | ------------- | ----------------------- | ------------------ | ---- | ------- |
| 88 | Ricard Cardús | Tech 3                  | Tech 3 Mistral 610 | 19   | 14º     |
| 95 | Anthony West  | QMMF Racing             | Speed Up SF15      | 9    | 22º     |
| 3  | Simone Corsi  | Athinà Forward Racing   | Kalex Moto2        | 3    | 10º     |
| 1  | Esteve Rabat  | EG 0,0 Marc VDS         | Kalex Moto2        | 3    | 3º      |
| 39 | Luis Salom    | Paginas Amarillas HP 40 | Kalex Moto2        | 3    | 15º     |
| 49 | Axel Pons     | AGR Team                | Kalex Moto2        | 3    | 11º     |
| 22 | Sam Lowes     | Speed Up Racing         | Speed Up SF15      | 2    | 1º      |

## Moto3
A vincere la gara della classe Moto3 è stato il pilota francese Alexis Masbou con la Honda NSF250R che, dopo aver fatto segnare nelle qualifiche di sabato la sua prima pole position in carriera nel motomondiale, ha sopravanzato di 27 millesimi l'italiano Enea Bastianini, proprio quest'ultimo si è reso protagonista di una rimonta in gara, partendo dalla ventunesima posizione della griglia. Masbou giunge così alla seconda vittoria della sua carriera nel motomondiale, dopo che aveva ottenuto la sua prima affermazione al GP della Repubblica Ceca del 2014.
Sul podio sale anche il britannico Danny Kent del team Leopard Racing, in una gara molto tirata, dove i primi nove piloti sono giunti sul traguardo racchiusi in meno di un secondo. Sono tutti equipaggiati da motociclette Honda i primi cinque classificati, con sette moto della casa motociclistica giapponese nelle prime dieci posizioni.
Variazioni nella lista dei partecipanti riguardano Stefano Manzi che, non avendo ancora compiuto 16 anni (età minima, da regolamento, per partecipare al motomondiale) viene sostituito dal team Italia con Marco Bezzecchi. Curiosamente il pilota francese Fabio Quartararo, nonostante non abbia anch'esso compiuto 16 anni, viene ammesso a partecipare in quanto è prevista una deroga regolamentare per coloro che vincono il campionato spagnolo (campionato che Quartararo ha vinto nel 2014 nella classe Moto3). Non prende parte alla gara neanche la spagnola Ana Carrasco, che si frattura la clavicola durante i test pre-stagione, pertanto viene sostituita dal belga Loris Cresson.

### Arrivati al traguardo
| Pos. | Nº | Pilota              | Squadra                    | Motocicletta        | Giri | Tempo     | Griglia | Punti |
| ---- | -- | ------------------- | -------------------------- | ------------------- | ---- | --------- | ------- | ----- |
| 1º   | 10 | Alexis Masbou       | Saxoprint RTG              | Honda NSF250R       | 18   | 38'25.424 | 1º      | 25    |
| 2º   | 33 | Enea Bastianini     | Gresini Racing             | Honda NSF250R       | 18   | +0.027    | 21º     | 20    |
| 3º   | 52 | Danny Kent          | Leopard Racing             | Honda NSF250R       | 18   | +0.142    | 9º      | 16    |
| 4º   | 7  | Efrén Vázquez       | Leopard Racing             | Honda NSF250R       | 18   | +0.288    | 10º     | 13    |
| 5º   | 17 | John McPhee         | Saxoprint RTG              | Honda NSF250R       | 18   | +0.693    | 5º      | 11    |
| 6º   | 32 | Isaac Viñales       | Husqvarna Factory Laglisse | Husqvarna FR 250 GP | 18   | +0.765    | 2º      | 10    |
| 7º   | 20 | Fabio Quartararo    | Estrella Galicia 0,0       | Honda NSF250R       | 18   | +0.772    | 6º      | 9     |
| 8º   | 23 | Niccolò Antonelli   | Ongetta-Rivacold           | Honda NSF250R       | 18   | +0.773    | 3º      | 8     |
| 9º   | 21 | Francesco Bagnaia   | Mapfre Team Mahindra       | Mahindra MGP3O      | 18   | +0.909    | 4º      | 7     |
| 10º  | 41 | Brad Binder         | Red Bull KTM Ajo           | KTM RC 250 GP       | 18   | +1.317    | 13º     | 6     |
| 11º  | 55 | Andrea Locatelli    | Gresini Racing             | Honda NSF250R       | 18   | +1.546    | 7º      | 5     |
| 12º  | 9  | Jorge Navarro       | Estrella Galicia 0,0       | Honda NSF250R       | 18   | +1.608    | 12º     | 4     |
| 13º  | 98 | Karel Hanika        | Red Bull KTM Ajo           | KTM RC 250 GP       | 18   | +1.869    | 14º     | 3     |
| 14º  | 65 | Philipp Öttl        | Schedl GP Racing           | KTM RC 250 GP       | 18   | +2.504    | 22º     | 2     |
| 15º  | 88 | Jorge Martín        | Mapfre Team Mahindra       | Mahindra MGP3O      | 18   | +5.119    | 25º     | 1     |
| 16º  | 44 | Miguel Oliveira     | Red Bull KTM Ajo           | KTM RC 250 GP       | 18   | +6.814    | 8º      |       |
| 17º  | 84 | Jakub Kornfeil      | Drive M7 SIC               | KTM RC 250 GP       | 18   | +8.760    | 26º     |       |
| 18º  | 58 | Juanfran Guevara    | Mapfre Team Mahindra       | Mahindra MGP3O      | 18   | +9.259    | 24º     |       |
| 19º  | 40 | Darryn Binder       | Outox Reset Drink          | Mahindra MGP3O      | 18   | +11.385   | 20º     |       |
| 20º  | 95 | Jules Danilo        | Ongetta-Rivacold           | Honda NSF250R       | 18   | +27.616   | 18º     |       |
| 21º  | 12 | Matteo Ferrari      | San Carlo Team Italia      | Mahindra MGP3O      | 18   | +29.071   | 30º     |       |
| 22ª  | 6  | María Herrera       | Husqvarna Factory Laglisse | Husqvarna FR 250 GP | 18   | +29.266   | 32ª     |       |
| 23º  | 24 | Tatsuki Suzuki      | CIP                        | Mahindra MGP3O      | 18   | +29.436   | 31º     |       |
| 24º  | 16 | Andrea Migno        | SKY Racing Team VR46       | KTM RC 250 GP       | 18   | +29.485   | 29º     |       |
| 25º  | 19 | Alessandro Tonucci  | Outox Reset Drink          | Mahindra MGP3O      | 18   | +29.770   | 23º     |       |
| 26º  | 53 | Marco Bezzecchi     | San Carlo Team Italia      | Mahindra MGP3O      | 18   | +46.295   | 33º     |       |
| 27º  | 91 | Gabriel Rodrigo     | RBA Racing                 | KTM RC 250 GP       | 18   | +46.406   | 27º     |       |
| 28º  | 63 | Zulfahmi Khairuddin | Drive M7 SIC               | KTM RC 250 GP       | 18   | +1'04.409 | 28º     |       |
| 29º  | 61 | Loris Cresson       | RBA Racing                 | KTM RC 250 GP       | 18   | +1'40.606 | 34º     |       |

### Ritirati
| Nº | Pilota        | Squadra              | Motocicletta   | Giri | Griglia |
| -- | ------------- | -------------------- | -------------- | ---- | ------- |
| 5  | Romano Fenati | SKY Racing Team VR46 | KTM RC 250 GP  | 17   | 17º     |
| 11 | Livio Loi     | RW Racing GP         | Honda NSF250R  | 10   | 11º     |
| 76 | Hiroki Ono    | Leopard Racing       | Honda NSF250R  | 8    | 15º     |
| 2  | Remy Gardner  | CIP                  | Mahindra MGP3O | 8    | 19º     |
| 31 | Niklas Ajo    | RBA Racing           | KTM RC 250 GP  | 1    | 16º     |